# Курди в Україні
Курди в Україні (курд. Kurdên Ûkraynayê) — національна меншина етнічних курдів, що проживають в Україні, складова частина курдської діаспори. Самоназва курдів — курд або курмандж, рідна мова — курдська, яка належить до індоіранської групи індоєвропейських мовної сім'ї, за віросповіданням здебільшого мусульмани-суніти За переписом населення 2001 року в Україні проживало 2088 курдів, найбільше — в Луганській області (470 осіб). За неофіційними даними справжня чисельність курдського населення України може бути набагато більшою. Крім того, в Україні проживає декілька тисяч єзидів, яких часто вважають субетносом курдів, які проте, на відміну від останніх, сповідують власну релігію єзидизм.

## Історія
За переписом населення Російської імперії 1897 року в жодній з 9 українських губерній (Волинській, Київській, Подільській, Чернігівській, Полтавській, Харківській, Херсонській, Катеринославській та Таврійській) та у здебільшого українськомовній Кубанській області не було взагалі осіб, які вказали курдську мову рідною. За переписом населення Києва 16 березня 1919 року в місті проживали 2 курди.
Згідно з переписом СРСР 1926 року на території УРСР перебувала лише 1 курдка, яка проживала в сільській місцевості. Згодом кількість курдів в Україні зросла, проте до часів незалежності України залишалася незначною, становлячи близько 50—250 осіб. За переписом СРСР 1939 року в УРСР проживало 90 курдів. Відповідно до перепису СРСР 1959 року в УРСР проживало 65 курдів. У 1963 році Василь Симоненко у відповідь на курдське повстання 1963 року написав вірш підтримки «Курдському братові». За переписом СРСР 1970 року в УРСР проживало 117 курдів. За переписом СРСР 1979 року в УРСР проживало 122 курди.
Згідно з переписом УРСР 1989 року чисельність курдів становила 238 осіб, з них 132 особи (55,46 %) вказали своєю рідною мовою курдську, 77 осіб (32,35 %) — російську, 13 осіб (5,46 %) — українську, 16 осіб (6,72 %) — інші мови. За переписом 1989 року з 238 курдів був 151 чоловік (63,45 %) та 87 жінок (36,55 %); 179 осіб (75,21 %) проживало в міських поселеннях, 59 осіб (24,79 %) — у сільській. Причиною різкого збільшення чисельності курдів в Україні за переписом 1989 року проти перепису 1979 року був потік вірменських біженців після Спітакського землетрусу у Вірменії 1988 року.

Чисельність курдів в Україні за областю за даними перепису 2001 року (чим темніше, тим більша кількість)

За роки незалежності України курдська діяспора зросла в декілька раз. За Всеукраїнським переписом населення 2001 року в Україні проживало 2088 курдів (0,004 % населення держави), що майже в 10 разів більше, ніж за минулим переписом населення 1989 року. За переписом 2001 року вказали курдську мову рідною 1173 курди України (56,18 %), українську — 236 осіб (11,30 %), російську — 396 осіб (18,97 %), інші мови — 278 осіб (13,31 %). Найбільше курдів за переписом проживало в Луганській області (470 осіб, 22,51 % усіх курдів України), з них 200 осіб у Довжанському районі (1,41 % населення району). Розподіл кількості курдів за областями України за переписом 2001 року:
| Регіон                    | Кількість, осіб | % усіх курдів України |
| ------------------------- | --------------- | --------------------- |
| Автономна Республіка Крим | 394             | 18,87 %               |
| Вінницька область         | 10              | 0,48 %                |
| Волинська область         | 0               | 0,00 %                |
| Дніпропетровська область  | 116             | 5,56 %                |
| Донецька область          | 36              | 1,72 %                |
| Житомирська область       | 4               | 0,19 %                |
| Закарпатська область      | 0               | 0,00 %                |
| Запорізька область        | 84              | 4,02 %                |
| Івано-Франківська область | 11              | 0,53 %                |
| Київська область          | 40              | 1,92 %                |
| Кіровоградська область    | 68              | 3,26 %                |
| Луганська область         | 470             | 22,51 %               |
| Львівська область         | 7               | 0,34 %                |
| Миколаївська область      | 119             | 5,70 %                |
| Одеська область           | 132             | 6,32 %                |
| Полтавська область        | 2               | 0,10 %                |
| Рівненська область        | 2               | 0,10 %                |
| Сумська область           | 2               | 0,10 %                |
| Тернопільська область     | 7               | 0,34 %                |
| Харківська область        | 46              | 2,20 %                |
| Херсонська область        | 296             | 14,18 %               |
| Хмельницька область       | 19              | 0,91 %                |
| Черкаська область         | 15              | 0,72 %                |
| Чернівецька область       | 0               | 0,00 %                |
| Чернігівська область      | 6               | 0,29 %                |
| Київ                      | 199             | 9,53 %                |
| Севастополь               | 3               | 0,14 %                |
| Україна                   | 2088            | 100 %                 |

28 вересня 1995 року в Києві офіційно зареєстрована Асоціація курдських громадських організацій «МІДІЯ» (АКГО «МІДІЯ»). У серпні 2004 року в ефірі Радіо Свобода президент громадської організації «Курдська діаспора в Україні» Атті Алі заявив, що кількість курдів в Україні становить близько 25 тисяч осіб, з них понад тисяча — у Києві. Представники громадських організацій курдської діяспори в Україні вживають заходів до підтримки свого народу на своїй батьківщині на Близькому Сході, зокрема беруть участь в громадських виступах і політичних зверненнях.

## Єзиди
Крім курдів, в Україні проживають єзиди, яких інколи вважають субетносом курдів, які проте, на відміну від останніх, сповідують власну релігію єзидизм. Ні перепис населення Російської імперії 1897 року, ні радянські переписи 1926—1989 років, ні Всеукраїнський перепис 2001 року не зафіксували на території України жодного єзида. Проте за свідченнями опитуваних у 2008—2010 роках українських єзидів, справжня чисельність єзидського населення України набагато перевищує кількість курдів за переписом 2001 року (2088 осіб). Єзиди України мають різні погляди щодо своєї належності — частина вважає себе окремим від курдів народом, інші — релігійною групою курдів. Рідною мовою єзидів, як і більшості курдів, є курманджі.
Відповідно до даних опитування єзидів у 2008—2010 роках, перші масові переселення єзидів до України почалися в 1987—1989 роках з Вірменії й були викликані Спітакським землетрусом 1989 року і початком Карабаського конфлікту. На початку 1990-х років до України також переїжджали єзиди з Грузії через початок там політичної кризи. Крім того, в Україні присутня невелика кількість єзидів-вихідців з Близького Сходу. 4 червня 2009 року Міністерство юстиції України зареєструвало Міжнародну громадську організацію «Міжнародний союз езідів». У 2010 році була зроблена перша спроба відкрити в Києві філіял Міжнародної організації єзидів.
Єзиди проживають лише в декількох областях України. Зокрема, за даними опитування та підрахунків 2008—2010 років, близько 2 тисяч єзидів (300—400 дворів) проживають біля Голої Пристані Херсонської області, у менших кількостях та змішано з курдами — у Мелітополі, Маріуполі, Луганську, Києві та Миколаєві.
Єзиди в Україні відзначають два релігійних свята — Хадерневі та «Єзидське свято». Значна частина єзидської діяспори дотримується синкретичних вірувань, поєднуючи елементи своєї віри (єзидизму) з іншими (зокрема, з християнством), а інколи взагалі переходять у християнство, зокрема стають парафіянами протестантських церков чи «свідків Єгови». Трапляються міжетнічні весілля (єзидів з курдами чи українцями). Сучасні єзиди з України мають відмінні від іракських єзидів назви племені. Зокрема, в єзидів в Україні велика кочова конфедерація називається êl, а родини муридів називаються qebîl або berek, родини пірів і шейхів — mal або ocax.